# 杨仁树
杨仁树（1963年11月—），1986年6月加入中国共产党，1989年7月参加工作，现任北京科技大学校长。
1986年7月，毕业于淮南矿业学院（现安徽理工大学）采矿系。1986年9月至1989年7月，在中国矿业大学北京研究生部矿山建设工程专业攻读硕士研究生。1994年，破格晋升副教授。1998年，破格晋升教授。2003年5月，任中国矿业大学（北京校区）副校长。2008年3月，任中国矿业大学（北京）党委书记。2017年4月，任中国矿业大学（北京）校长、党委副书记。2018年7月，任北京科技大学校长、党委副书记。
1998年，获霍英东教育基金会“高等院校青年教师奖”。2000年，获教育部首届“青年教师奖”。2013年，获国家科技进步二等奖（排名第一）。